# غوروم (لويزيانا)
غوروم (بالإنجليزية: Gorum) هي منطقة غير مدمجة تقع في أبرشية نابليون في ولاية لويزيانا، الولايات المتحدة.
يوجد في غوروم مكتب بريد يحمل الرمز البريدي 71434، وقد تم افتتاحه في 21 نوفمبر 1890.

## الموقع
تقع غوروم على الطريق السريع لويزيانا رقم 119، على بُعد حوالي 24.6 كيلومترًا جنوب شرق مدينة نيتشيتوشس.